# Chiesa del Gesù e dei Santi Ambrogio e Andrea
La chiesa del Gesù di Genova (o, più precisamente, chiesa dei Santi Ambrogio e Andrea) è situata nel centro della città, in piazza Matteotti, adiacente a piazza De Ferrari. Retta dai Gesuiti a partire dal cinquecento, i ricchissimi interni contengono opere di Rubens, Reni, e dei maggiori autori del barocco genovese.
È la medesima piazza su cui si affacciano il Palazzo Ducale e il palazzo della curia arcivescovile genovese.

## Storia
Il nucleo della primitiva chiesa di Sant'Ambrogio risale alla fuga del clero milanese a seguito delle persecuzioni longobarde, il vescovo di Milano. Il vescovo Onorato Castiglioni nel 569 si trasferì a Genova (diocesi sottomessa) stabilendosi nel quartiere dei pollaioli vicino alla cattedrale di San Lorenzo. La cattività genovese durò fino alla metà del VII secolo quando Giovanni Bono riportò la sua cattedra nella città meneghina. La presenza dei milanesi in città necessitò di una chiesa che fu costruita nel loro quartiere e intitolata a sant'Ambrogio. 

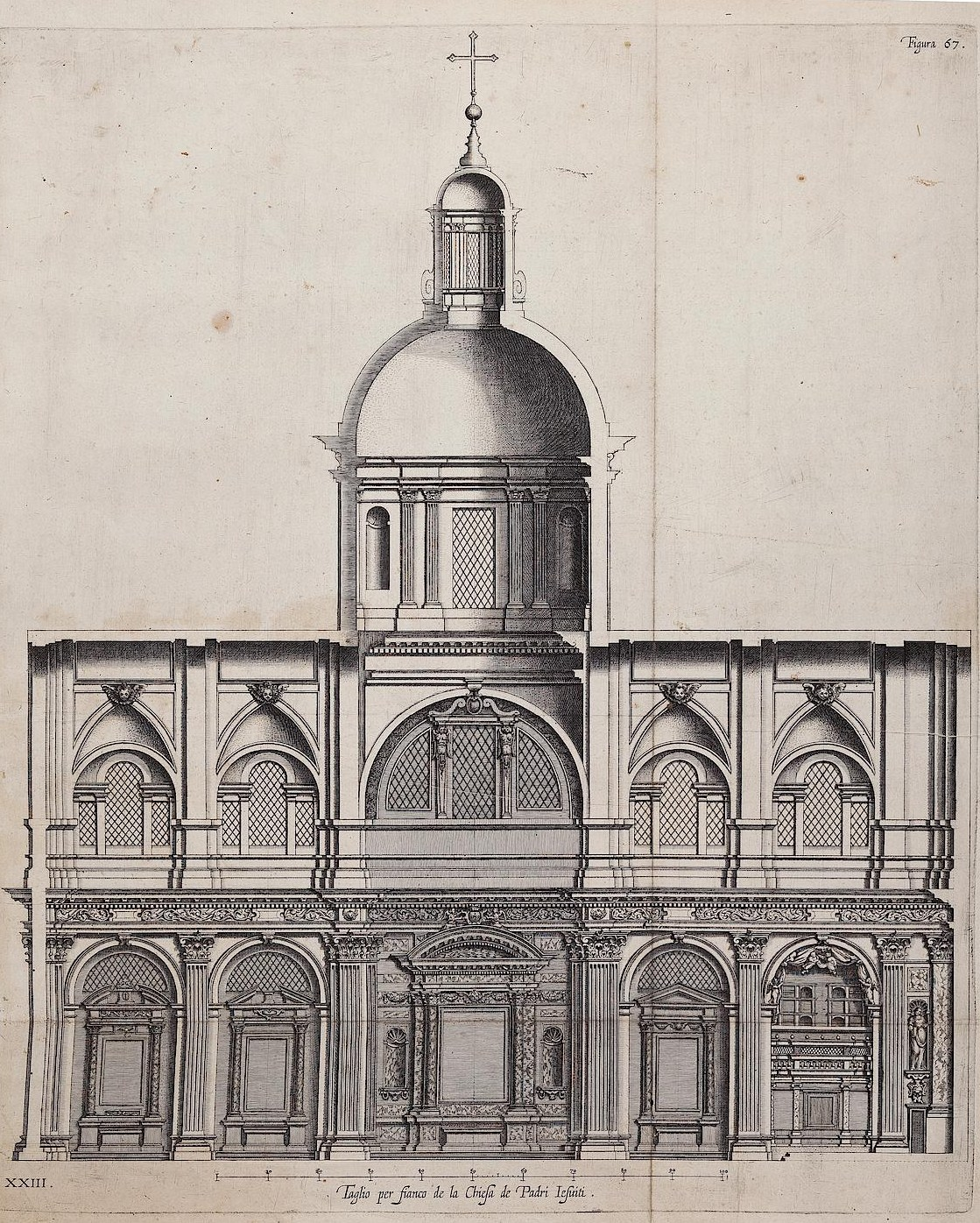
Pierre Paul Rubens - Palazzi di Genova, vol. II - Figura 67

L'edificio passò poi nelle mani dei Gesuiti, giunti a Genova nel 1552, che la riedificarono nelle forme attuali nel 1589 su progetto del gesuita Giuseppe Valeriano, autore anche della Chiesa del Gesù Nuovo di Napoli, grazie al finanziamento dell'importante famiglia Pallavicini. La pianta appare ricalcata dal Valeriano su quella di Santa Maria Assunta in Carignano edificata pochi anni prima dall'Alessi, inserita in un quadrato e dotata di cinque cupole. Successivamente, come si vede nella pianta nell’incisione di Rubens pubblicata nei Palazzi di Genova, venne aggiunta di una campata dal lato dell’ingresso, trasformando la pianta da quadrata a rettangolare. All'inizio del Seicento le cappelle laterali, patrocinate dalle più facoltose famiglie genovesi quali i Durazzo e i Raggio, i cui stemmi sono ancora visibili intagliati nei marmi, si arricchirono di importanti capolavori di Rubens, Reni, Vouet, divenendo la culla del barocco genovese. Originariamente dedicata a sant'Ambrogio, assunse anche la titolazione a sant'Andrea a seguito della demolizione del vicino convento di sant'Andrea di cui oggi sopravvive solo il chiostro.
Pesantemente colpita dal bombardamento navale di Genova del 1684 compiuto da una flotta di navi da guerra francesi, fu ridecorata all'inizio del Settecento da Lorenzo De Ferrari.
La facciata venne completamente rifatta nella seconda metà del XIX secolo, dopo la demolizione della cortina di Palazzo Ducale (dalla quale un archivolto metteva in comunicazione diretta il palazzo del doge con la chiesa del Gesù, passaggio che realizzato nel XVI secolo entrava direttamente nella facciata non finita), prendendo per essa a modello i disegni di Peter Paul Rubens. Completata nel 1894, in essa vennero inserite le due statue di Michele Ramognino, di sant'Ambrogio e sant'Andrea.

## Descrizione

### Volte, cupola e altare maggiore
Nelle volte della navata centrale sono presenti affreschi dei fratelli genovesi Giovanni Battista e Giovanni Carlone, raffiguranti Storie della vita di Cristo e della Vergine, autori anche del Trionfo del nome di Cristo nella cupola principale, soggetto consueto delle chiese gesuite. Giovanni Carlone è autore nel 1624 di quelli sulle volte del presbiterio, del transetto e della navata, e Giovanni Battista Carlone degli affreschi raffigurante gli Evangelisti nei peducci della cupola. Le quattro grandi statue sono invece opera dello scultore Francesco Biggi.
Sull'altare maggiore sono collocate diverse opere pittoriche quali la tela raffigurante la Circoncisione dipinta dal pittore olandese Peter Paul Rubens databile al 1608, durante il suo primo soggiorno genovese, affiancata dalle lunette con la Strage degli Innocenti di Giovanni Battista Merano e la Fuga in Egitto di Domenico Piola. I candelabri in bronzo sono di Annibale Busca e fra le colonne le statue dei santi Pietro e Paolo di Giuseppe Carlone.

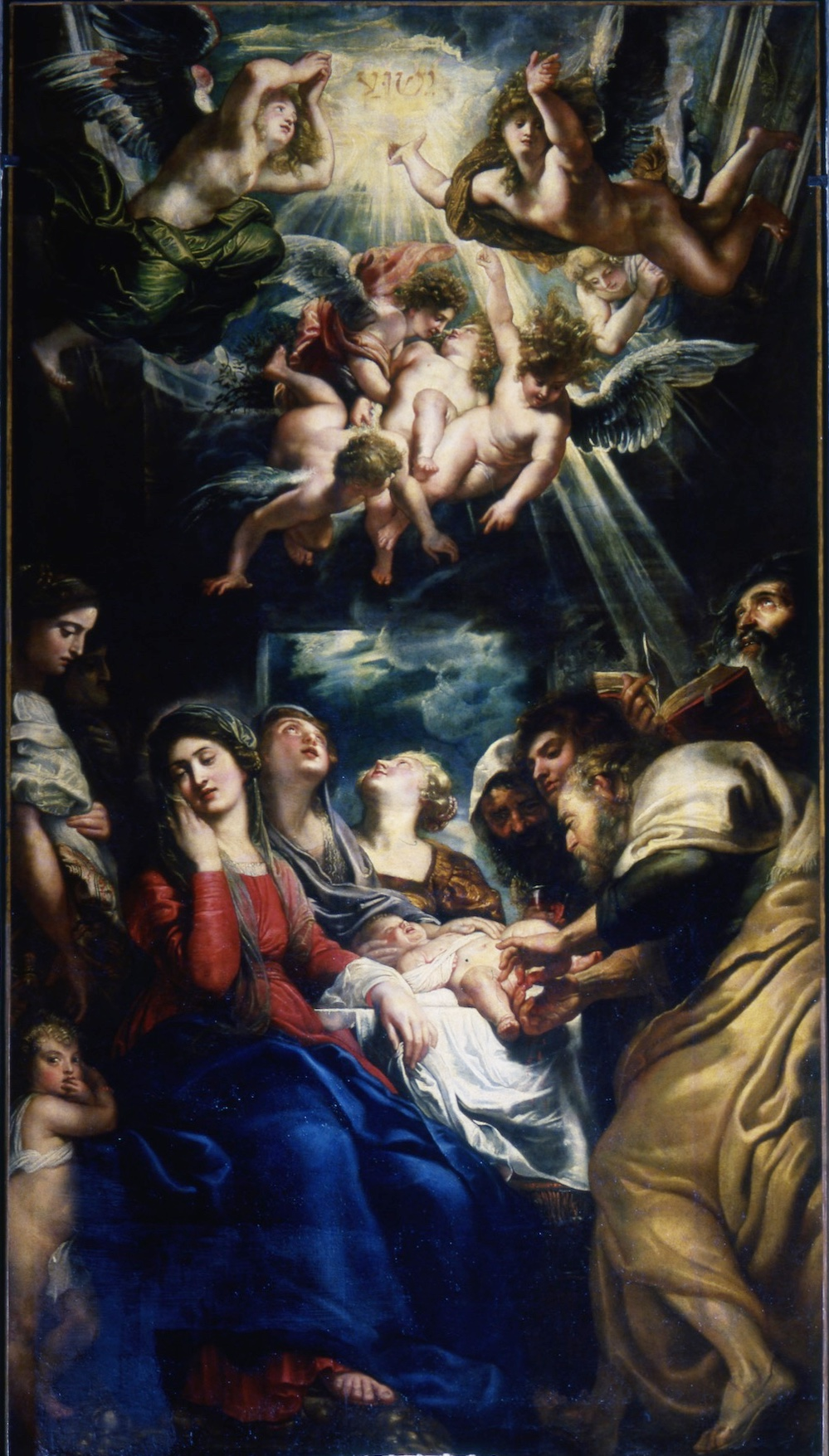
Peter Paul Rubens, Circoncisione di Gesù
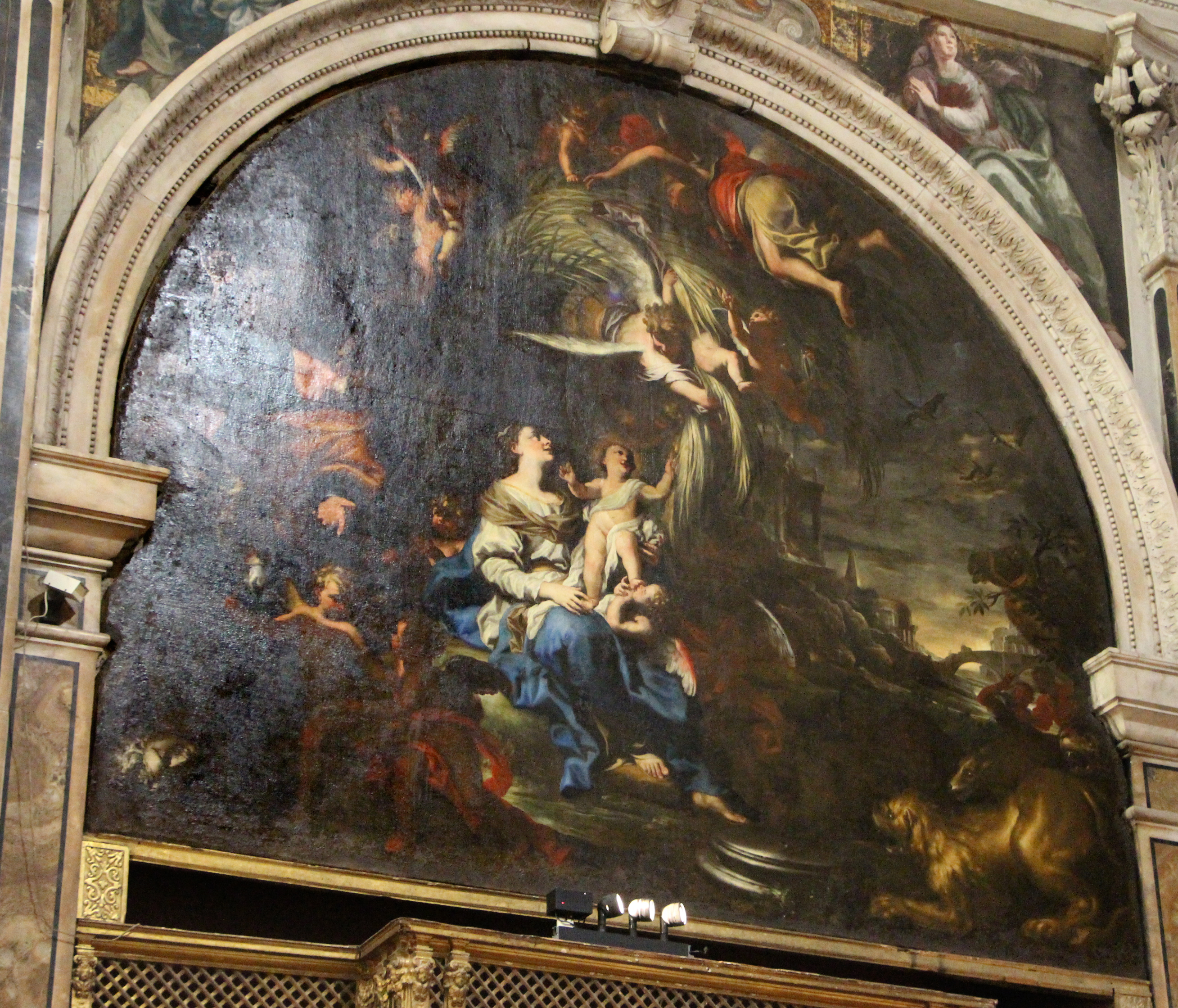
Domenico Piola, Riposo durante la fuga in egitto
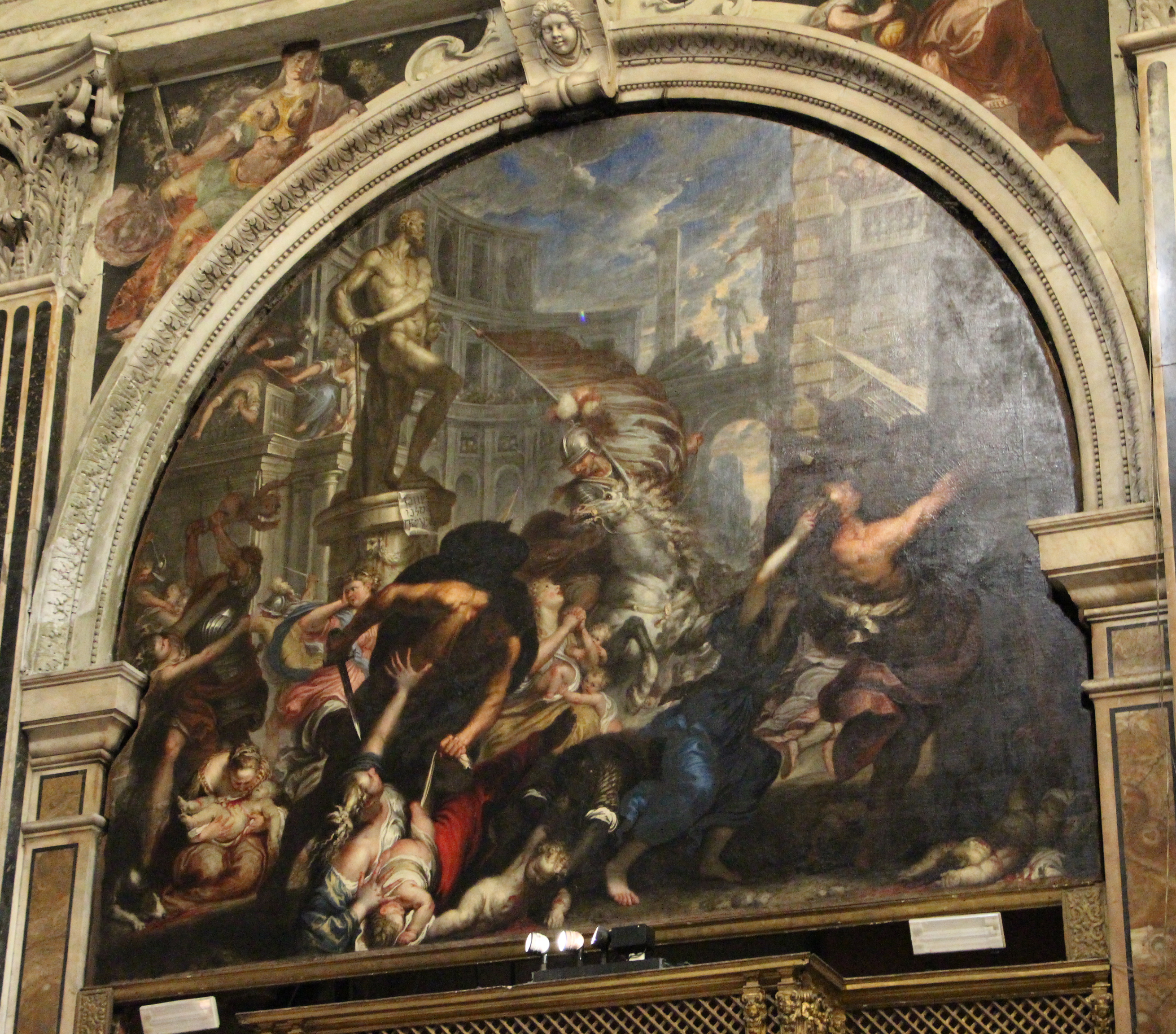
Giovan battista Merano, Strage degli innocenti
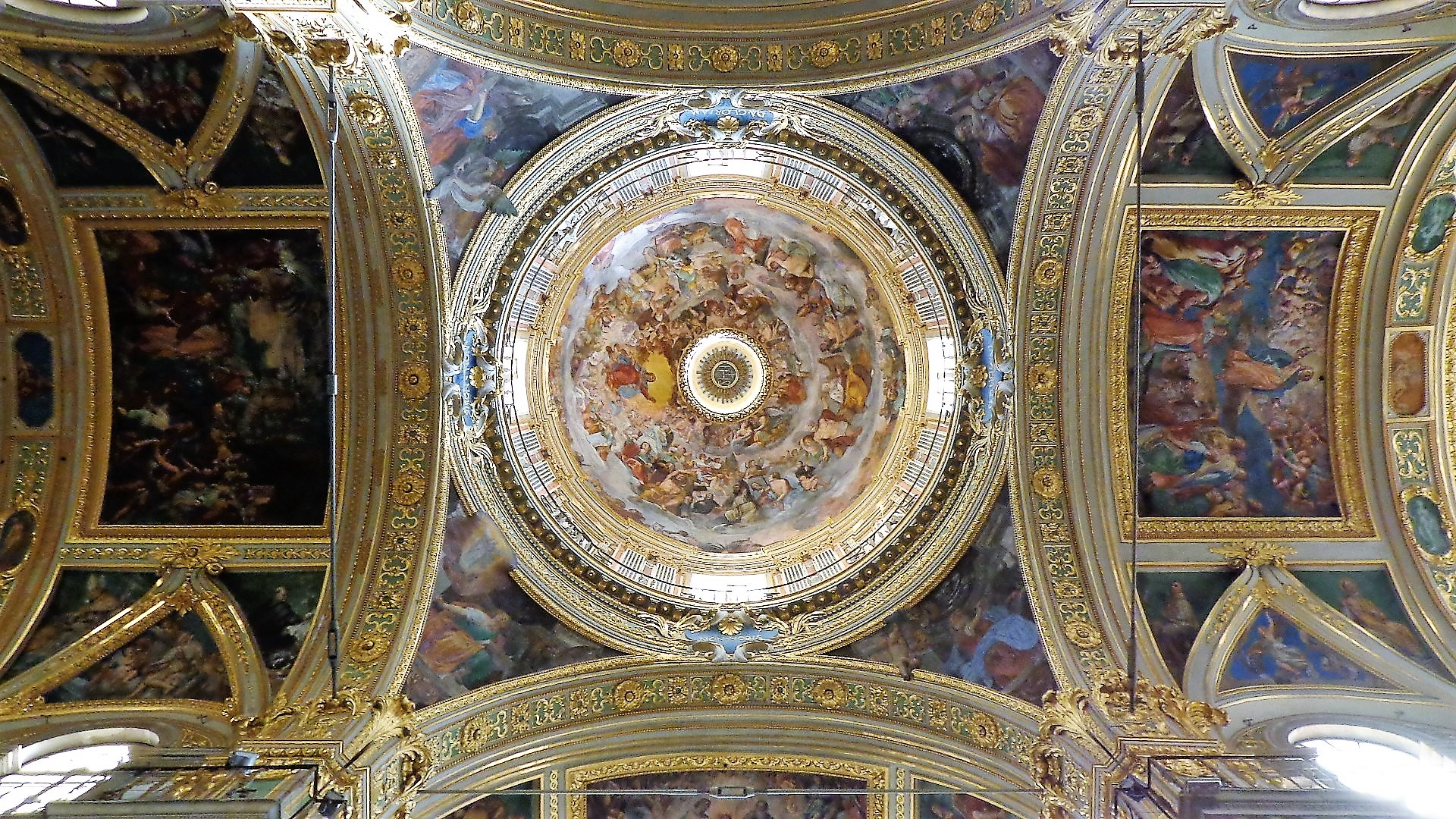
Giovanni Battista e Giovanni Carlone, Trionfo del nome di Cristo,

### Le navate e la cantoria

#### Navata destra
Nella prima cappella della navata destra è presente un affresco - nella cupoletta - di Giuseppe Galeotti con decorazioni di Pietro Cavatorta e il dipinto raffigurante Sant'Ambrogio caccia l'Imperatore Teodosio I di Giovanni Andrea De Ferrari, discepolo di Bernardo Strozzi; nelle nicchie statue di san Carlo Borromeo e di Sant'Ambrogio di Giovanni Domenico Casella detto Scorticone.
Nella seconda cappella, della famiglia Raggio, nella cupoletta si trova un affresco di Lorenzo De Ferrari e la tela ritraente La Crocefissione, opera caravaggesca del francese Simon Vouet del 1622; nelle lunette dell'arco esterno, affreschi sempre del Carlone; nelle nicchie l'Ecce Homo e il Cristo Redentore, statue della scuola del Carlone. Sotto la mensa dell'altare è presente un presepio, capolavoro del genovese Tommaso Orsolino.
Nel grande arco della terza cappella, patrocinata dalla famiglia Durazzo, vi sono affreschi del pittore Lorenzo De Ferrari e la celebre tela di Guido Reni, databile al 1616 e raffigurante L'Assunzione della Vergine; nelle nicchie David e Saul di Carlone 1677.

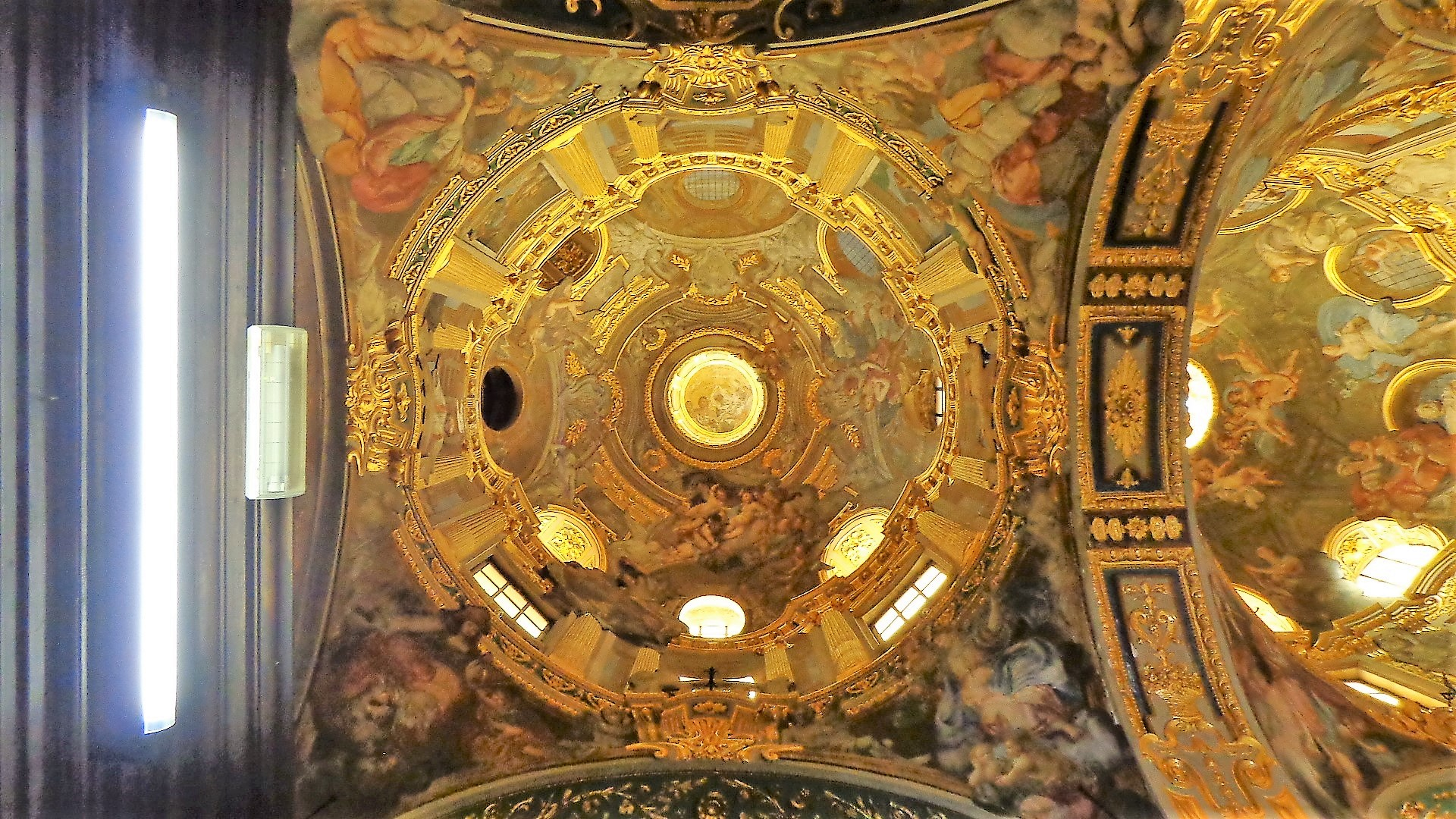
Volta prima campata.
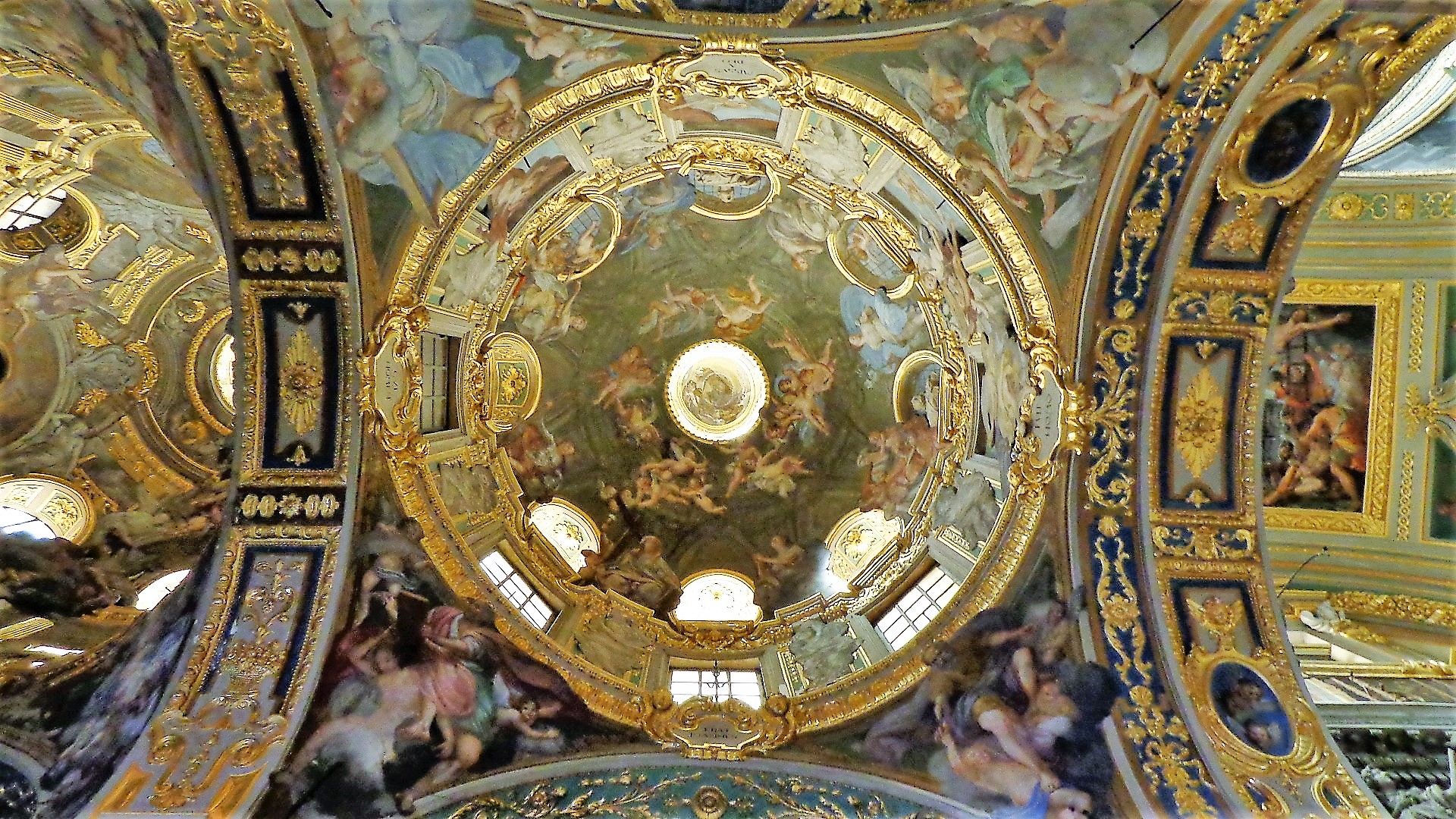
Volta seconda campata.
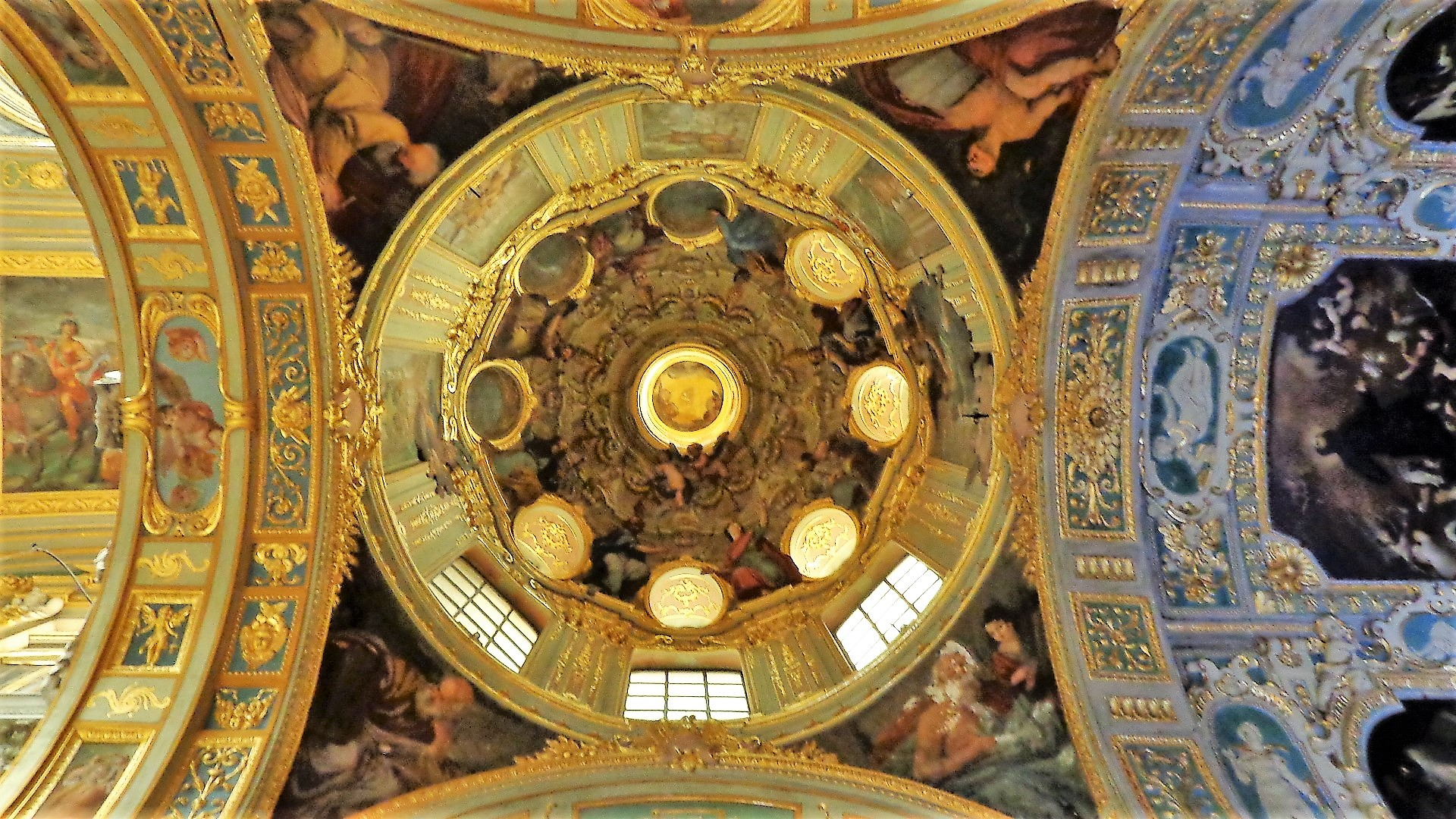
Volta terza campata.
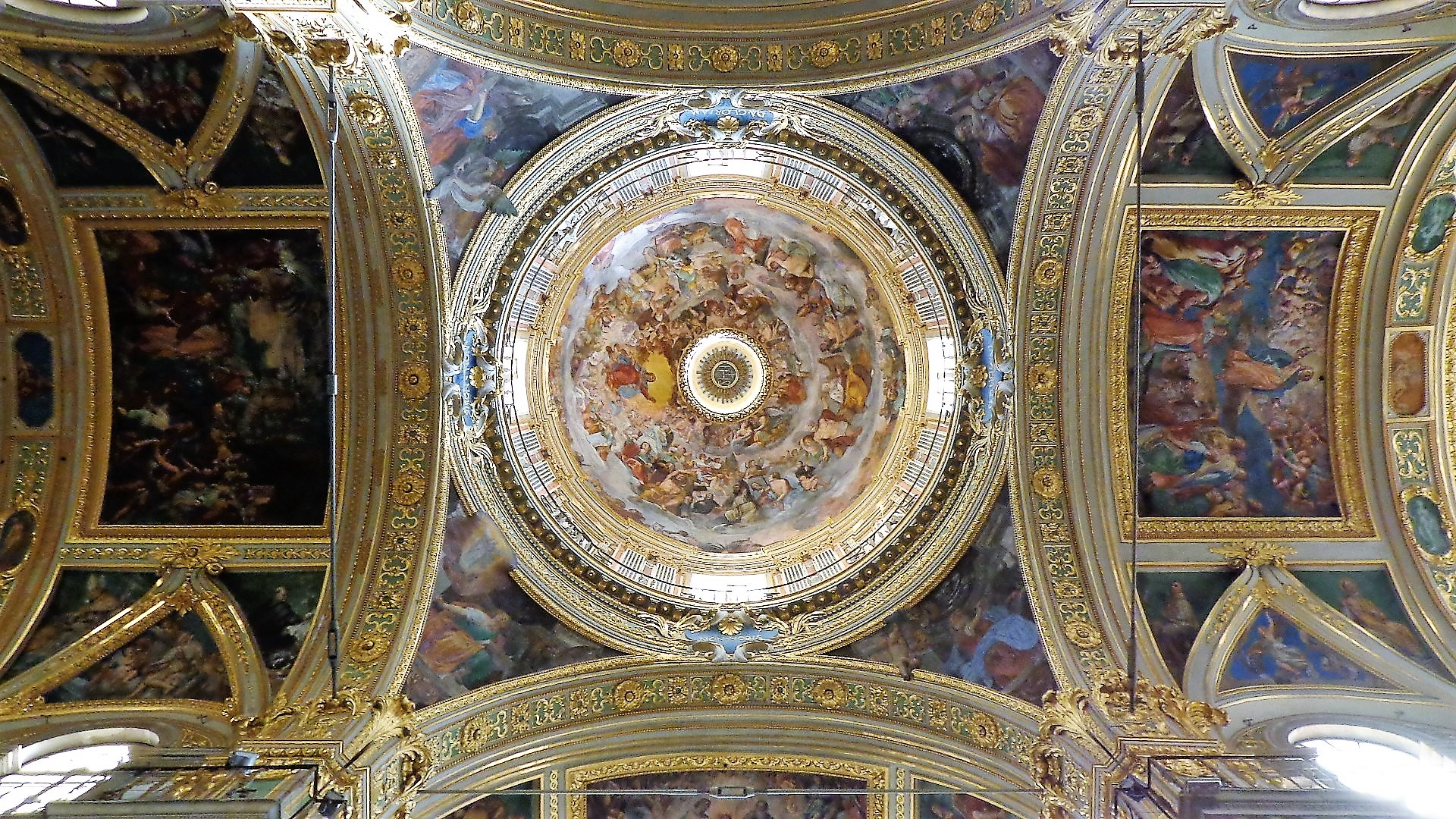
Cupola.

#### Navata sinistra

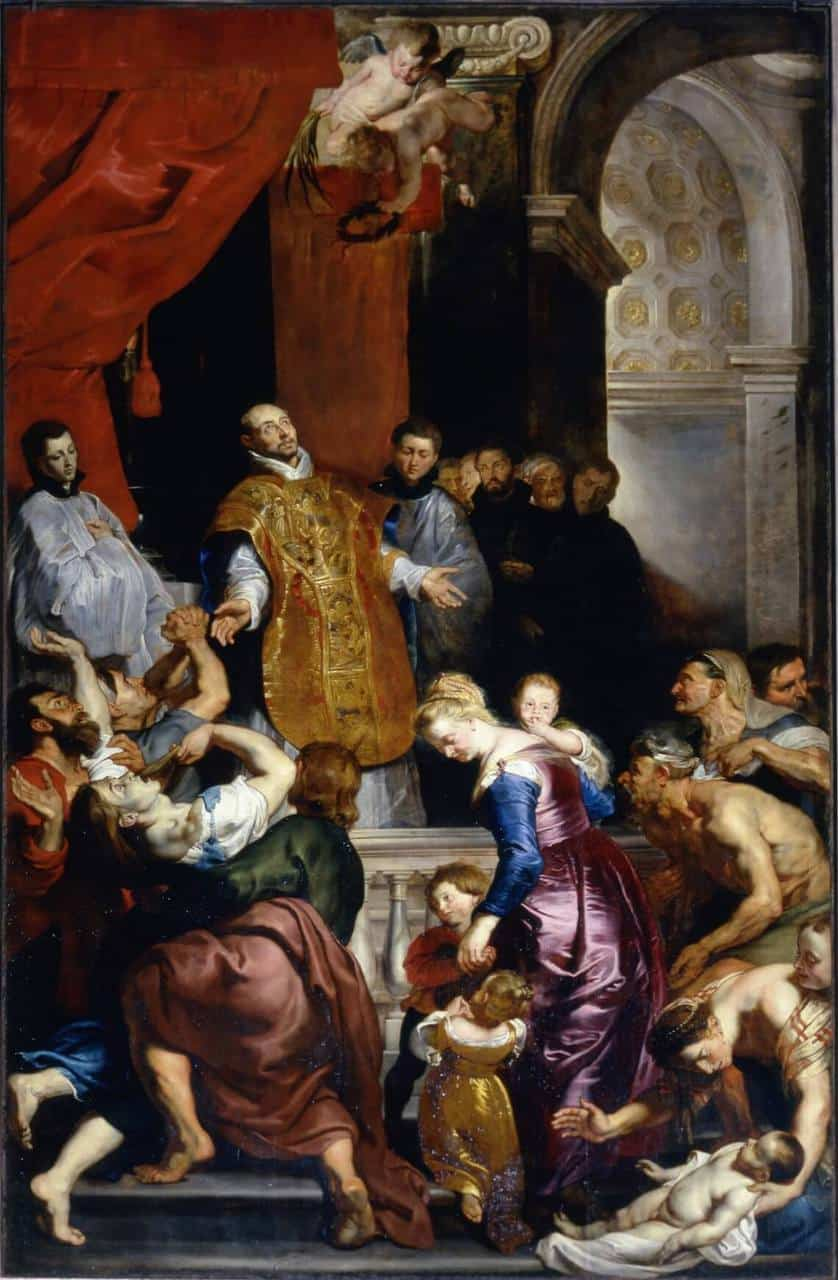
Miracoli di Sant’Ignazio di Loyola, Rubens

Nella quarta cappella è presente il dipinto raffigurante il Martirio di sant'Andrea di Teramo Piaggio e Antonio Semino del 1532.
La terza cappella custodisce l'opera Miracoli di Sant’Ignazio di Loyola, commissionata secondo il lascito testamentario di Nicolò Pallavicino a Pieter Paul Rubens, che la realizzò ad Anversa nel 1620, raffigurante il Santo fondatore dei gesuiti che guarisce un'ossessa e resuscita un fanciullo.
Nella seconda cappella il Martirio di san Giovanni Battista, affresco di Bernardo Castello, il Battesimo di Cristo del pittore Domenico Passignano e le statue raffiguranti Elisabetta e Zaccaria di Taddeo Carlone. Nella prima cappella sono inoltre presenti affreschi di Lorenzo De Ferrari e san Francesco Borgia di Andrea Pozzo.

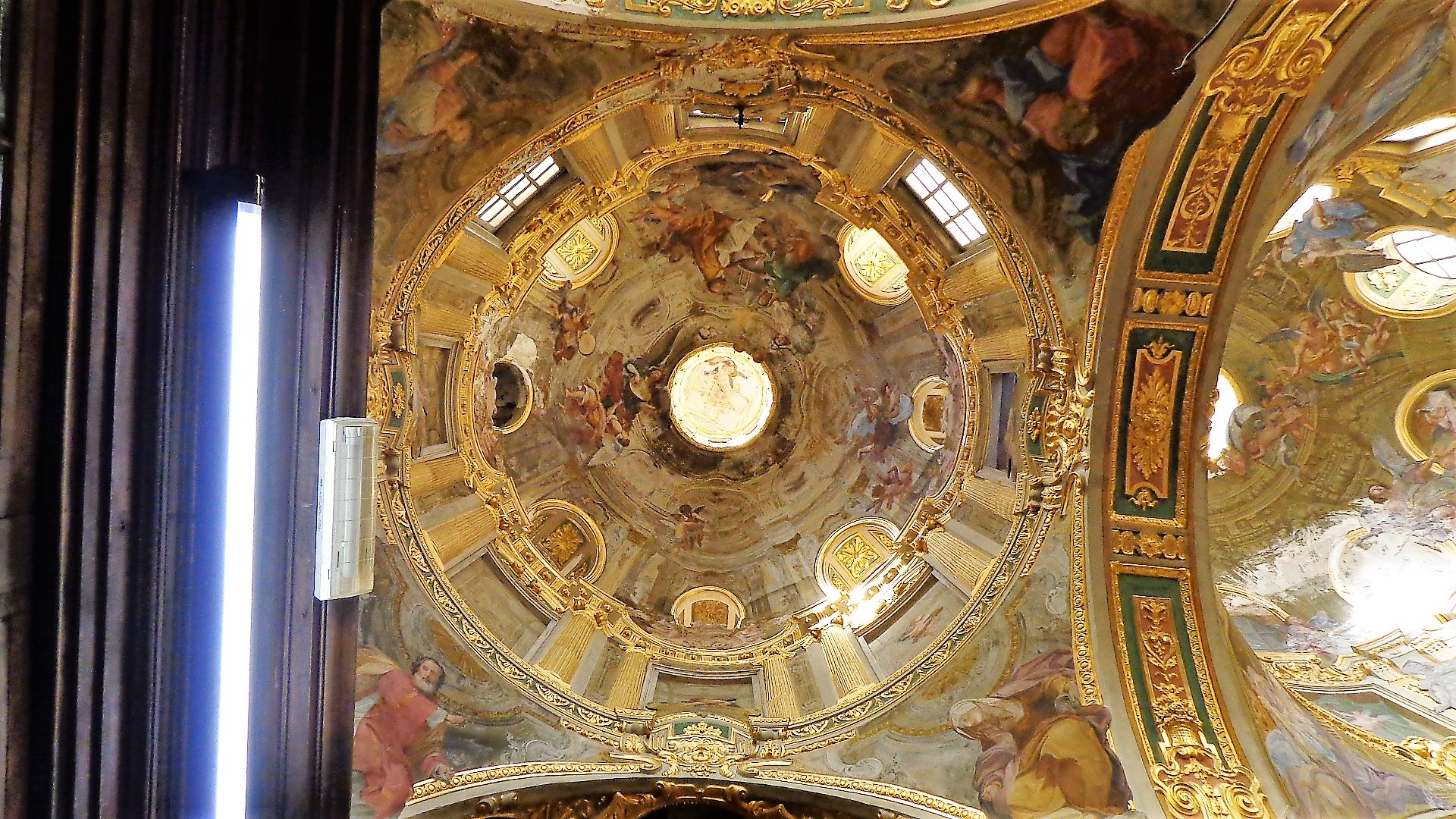
Volta prima campata.
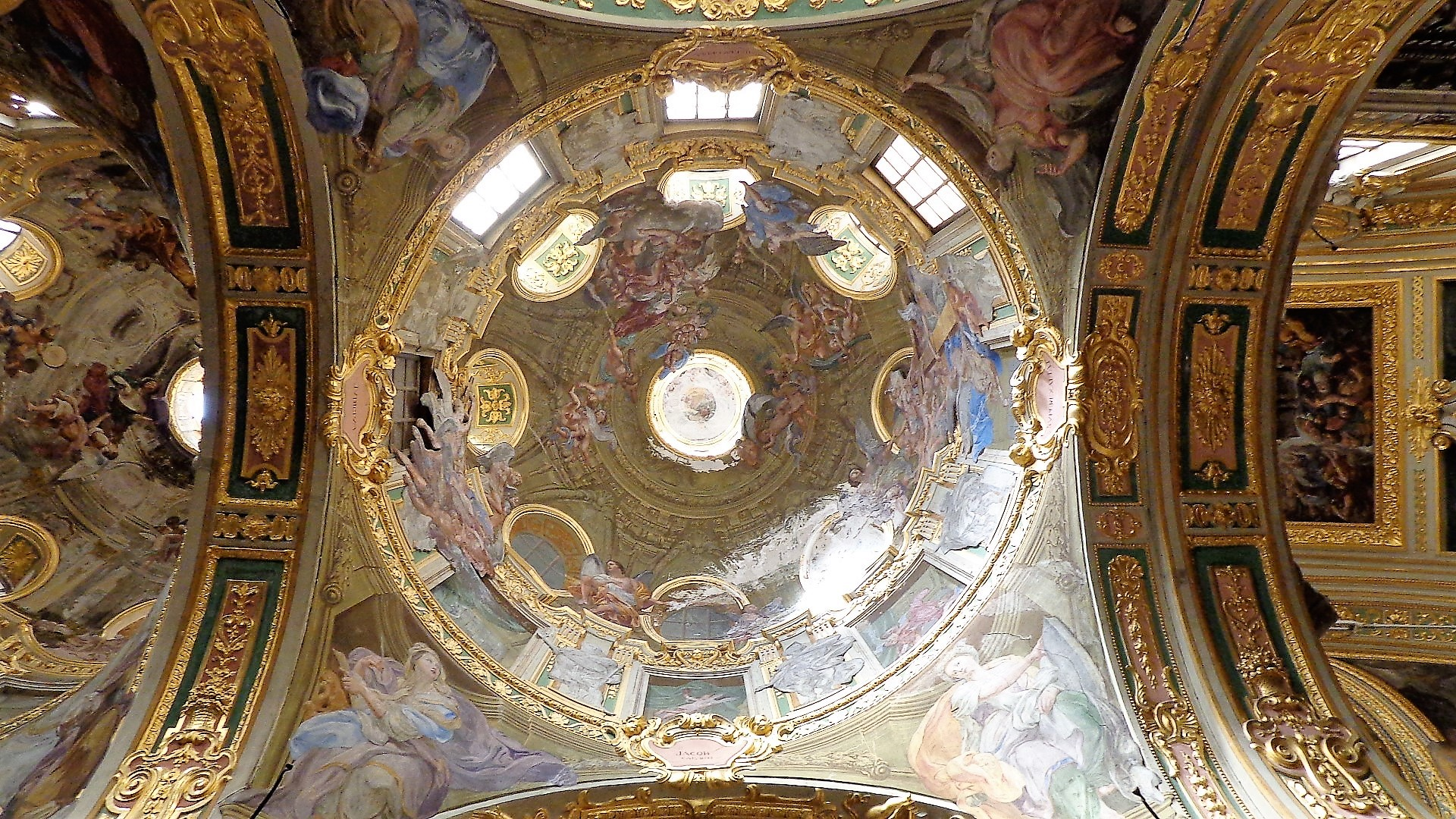
Volta seconda campata.
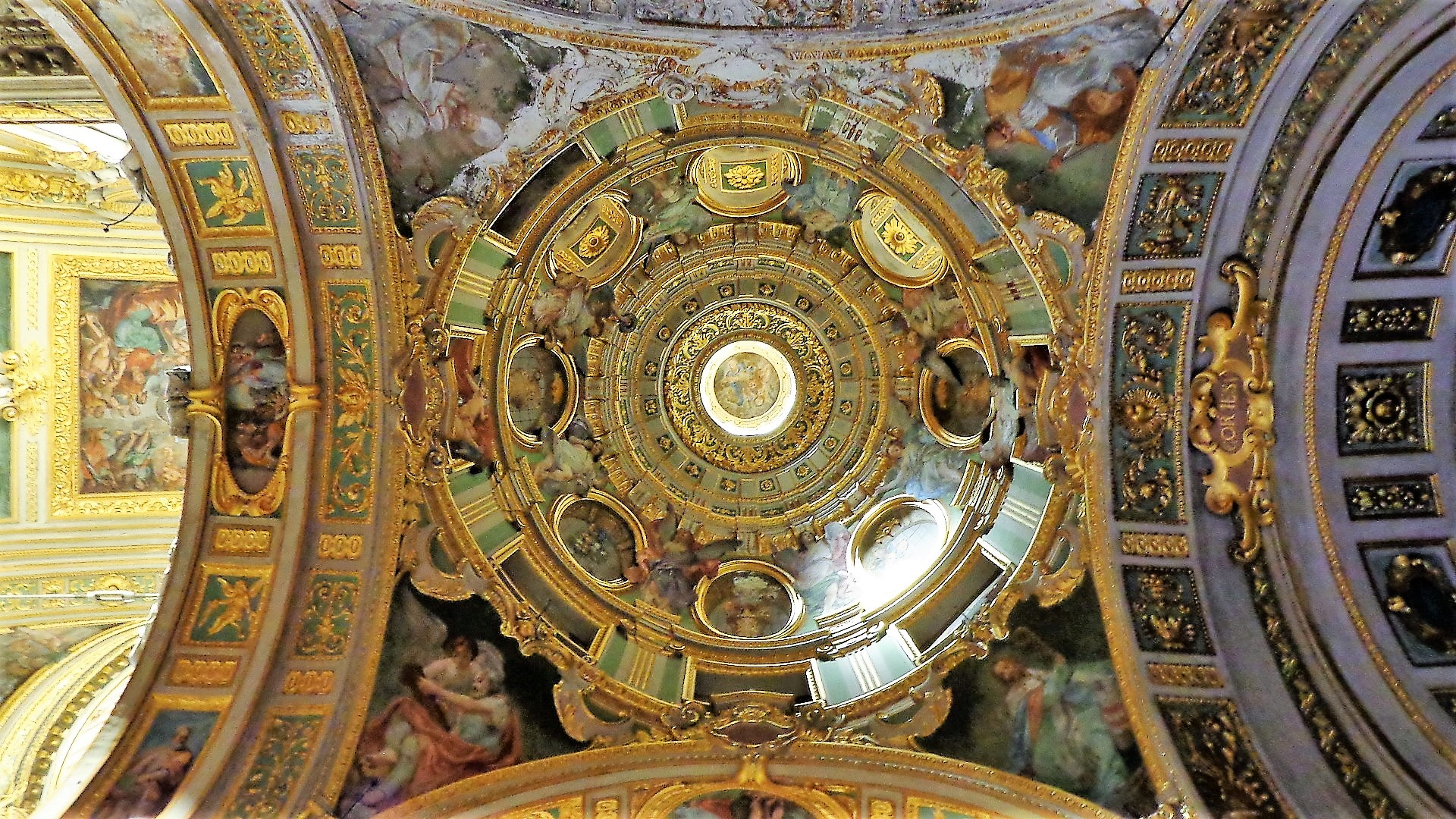
Volta terza campata.
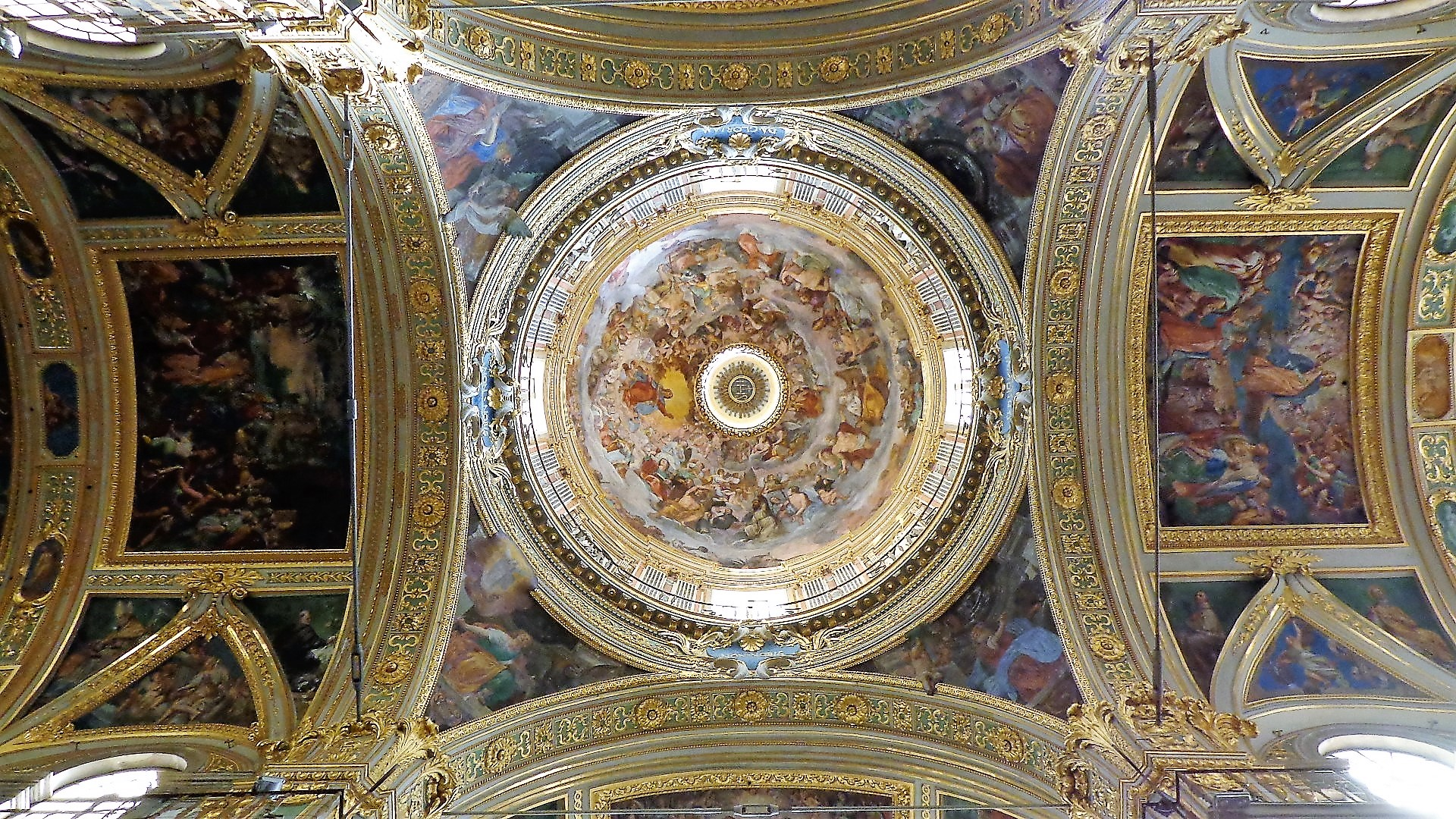
Cupola.

#### Cantoria
- sculture dei fratelli Santacroce; organo di Mascioni, con riutilizzo del materiale fonico di Jacopo Hermans

altre opere di:
- Domenico Fiasella
- Valerio Castello (affreschi nella cappella di testa a sinistra)

## Servizi religiosi
Nella residenza annessa sono ospitati attualmente alcuni membri anziani dell'Ordine dei Gesuiti, che offrono un servizio continuo per la celebrazione della Riconciliazione.